# 高圧直撃砲
高圧直撃砲（こうあつちょくげきほう）は『宇宙戦艦ヤマトIII』に登場する架空の兵器。

## 概要
ガルマン・ガミラス帝国東部方面軍のダゴン将軍率いる、第18機甲艦隊の主力最新鋭艦に搭載されている。威力は主砲より強力だが、射程の短い艦隊決戦兵器。
タキオン粒子を利用した波動砲と同系列のデスラー砲と異なり、推進動力を停止させる必要が無いため、連続して発射が可能である。
甲板上部より台形状の砲身がせり上がり四角い投影機のような光線を発射と同時に轟音とともに敵艦を撃沈する。

## 劇中での描写
第11番惑星付近でのヤマト・ラジェンドラ号とダゴン艦隊との戦闘の中で、苦戦するダゴン艦隊が決め手として発射準備に入る。ラジェンドラ号撃沈の後、発射準備が整いヤマトに向けて照準を合わせるが、発射前にヤマトは艦隊から急速離脱。追撃したところを反転してきたヤマトの全力砲火で壊滅させられ、結局1発も高圧直撃砲を撃つことはなかった。